# Hippolyte Fizeau
Armand Hippolyte Louis Fizeau, (Pariz, 23. rujna 1819. — Pariz, 18. rujna 1896.), bio je francuski fizičar. Neovisno o Christianu Doppleru otkrio je Dopplerov efekt 1848. godine.
Zajedno s Léonom Foucaultom proveo je 1849. mjerenja brzine svjetlosti uz pomoć aparata s brzorotirajućim kugličnim ležajem (Fizeau–Foucaults aparat). Njihova mjerenja pokazala su, između ostalog, da je brzina svjetlosti manja u vodi nego u zraku što je doprinijelo istraživanjima o prirodi svjetlosti. 
Fizeau je postao član Francuske akademije znanosti 1860., član Društva znanosti u Uppsali 1870. godine. Član Kraljevskog društva postao je 1875. a član Švedske kraljevske akademije znanosti 1877. Odlikovan je Rumfordovom medaljom 1866. Njegovo ime nalazi se na popisu 72 znanstvenika ugraviranih na Eifellovom tornju.